# Emmanuel Foulon
Emmanuel Foulon, född 29 december 1871, död 22 juli 1945, var en belgisk bågskytt. 
Foulon deltog vid olympiska sommarspelen 1900, där han tog ett guld.